# Pytoniak meksykański
Pytoniak meksykański (Loxocemus bicolor) – gatunek niejadowitego węża z rodziny pytoniakowatych, której jest jedynym przedstawicielem. Pytoniak meksykański najbliżej spokrewniony jest z pytonami – kiedyś były do nich zaliczane jako jedyne pytony Nowego Świata.
Długość pytoniaka meksykańskiego wynosi przeciętnie od 70 do 100 cm, z maksimum ok. 160 cm. Ciało jest muskularne i silne. Ma wąską, szpadlowatą głowę i małe oczy. Łuski zwykle ciemne, choć zdarzają się przypadki bielactwa po wylince. Prowadzi nocny, naziemno-grzebiący tryb życia. Odżywia się gryzoniami, żabami, jaszczurkami, jajami oraz innymi wężami (odnotowano także kanibalizm). Składa przeciętnie cztery jaja, zwykle w okresie marzec–kwiecień, nie zajmuje się młodymi. Żyje do 30 lat.  
Występuje na nizinnych i wyżynnych obszarach południowego Meksyku, Gwatemali, Hondurasu, Salwadoru, Nikaragui i Kostaryki, w zróżnicowanych siedliskach.